# U-46 (1938)
U-46 – niemiecki okręt podwodny (U-Boot) typu VII B z okresu II wojny światowej. Okręt wszedł do służby w 1938, wycofano go w 1943.

## Historia
Podczas II wojny światowej odbył 13 patroli bojowych, spędzając w morzu 321 dni. Zatopił: 20 statków handlowych o łącznym tonażu 85.792 BRT, dwa krążowniki pomocnicze – HMS „Carinthia” (20.277 t) i HMS „Dunvegan Castle” (15.007 t) oraz uszkodził 4 statki o łącznym tonażu 25.491 BRT.
Z uwagi na znaczne zużycie mechanizmów U-46 został wycofany ze służby w dniu 1 października 1943. Do końca działań wojennych był wykorzystywany jako stacjonarny okręt torpedowy w bazie w Neustadt.
Zatopiony przez własną załogę 4 maja 1945 w zatoce Kupfermühlen w pobliżu Flensburga w ramach operacji Regenbogen.

## Przebieg służby
- 02.11.1938 – 31.08.1939 – 7. Flotylla U-Bootów Wegener w  Kilonii (szkolenie)
- 01.09.1939 – 01.09.1941 – 7. Flotylla U-Bootów w Kilonii/Saint-Nazaire (okręt bojowy)
- 02.09.1941 – 31.03.1942 – 26. Flotylla U-Bootów w Piławie (okręt szkolny)
- 01.04.1942 – 01.07.1942 – 24. Flotylla U-Bootów w Gdańsku (okręt szkolny)
- 01.09.1942 – 01.10.1943 – 24. Flotylla U-Bootów w Gdańsku (okręt szkolny)
- 01.10.1943 – wycofany ze służby
- 04.05.1945 – samozatopiony w Zatoce Kupfermühlen

Lista zatopionych i uszkodzonych jednostek:
| Data         | Nazwa                           | Państwo            | Pojemność BRT | Patrol |
| ------------ | ------------------------------- | ------------------ | ------------- | ------ |
| 17. 10. 1939 | City of Mandalay                | Wielka Brytania    | 7 028         | II     |
| 21. 12. 1939 | Rudolf                          | Norwegia (neutr.)  | 924           | III    |
| 06. 06. 1940 | HMS Carinthia                   | Wielka Brytania    | 20 277        | VI     |
| 09. 06. 1940 | Margareta                       | Finlandia (neutr.) | 2 155         | VI     |
| 11. 06. 1940 | Athelprince (uszkodzony)        | Wielka Brytania    | 8 782         | VI     |
| 12. 06. 1940 | Barbara Marie                   | Wielka Brytania    | 4 223         | VI     |
| 12. 06. 1940 | Willowbank                      | Wielka Brytania    | 5 041         | VI     |
| 17. 06. 1940 | Elpis                           | Grecja             | 3 651         | VI     |
| 16. 08. 1940 | Alcinous (uszkodzony)           | Holandia           | 6 189         | VII    |
| 20. 08. 1940 | Leonidas M. Valmas (zniszczony) | Grecja             | 2 080         | VII    |
| 27. 08. 1940 | HMS Dunvegan Castle             | Wielka Brytania    | 15 007        | VII    |
| 31. 08. 1940 | Ville de Hasselt                | Belgia             | 7 461         | VII    |
| 02. 09. 1940 | Thornlea                        | Wielka Brytania    | 4 261         | VII    |
| 04. 09. 1940 | Luimneach                       | Irlandia (neutr.)  | 1 074         | VII    |
| 26. 09. 1940 | Coast Wings                     | Wielka Brytania    | 862           | VIII   |
| 26. 09. 1940 | Siljan                          | Szwecja (neutr.)   | 3 058         | VIII   |
| 18. 10. 1940 | Beatus                          | Wielka Brytania    | 4 885         | IX     |
| 18. 10. 1940 | Convallaria                     | Szwecja (neutr.)   | 1 996         | IX     |
| 18. 10. 1940 | Gunborg                         | Szwecja (neutr.)   | 1 572         | IX     |
| 19. 10. 1940 | Ruperra                         | Wielka Brytania    | 4 548         | IX     |
| 20. 10. 1940 | Janus                           | Szwecja (neutr.)   | 9 965         | IX     |
| 29. 03. 1941 | Liguria                         | Szwecja (neutr.)   | 1 751         | XI     |
| 31. 03. 1941 | Castor                          | Szwecja (neutr.)   | 8 714         | XI     |
| 02. 04. 1941 | British Reliance                | Wielka Brytania    | 7 000         | XI     |
| 03. 04. 1941 | Alderpool (uszkodzony)          | Wielka Brytania    | 4 313         | XI     |
| 08. 06. 1941 | Ensis (uszkodzony)              | Wielka Brytania    | 6 207         | XII    |
| 09. 06. 1941 | Phidias                         | Wielka Brytania    | 5 623         | XII    |

Dowódcy:

02.11.1938 – 21.05.1940 – Kptlt. Herbert Sohler

22.05.1940 – 24.09.1941 – Kptlt. Engelbert Endrass

??.10.1941 – 19.11.1941 – Oblt. Peter-Ottmar Grau

20.11.1941 – ??.03.1942 – Oblt. Konstantin von Puttkamer

??.03.1942 – ??.04.1942 – Oblt. Kurt Neubert

20.04.1942 – ??.05.1942 – Oblt. Ernst von Witzendorff

??.05.1942 – ??.07.1942 – Lt. Franz Saar

??.08.1942 – 30.04.1943 – Oblt. Joachim Knecht

01.05.1943 – ??.01.1943 – Oblt. Erich Jewinski
Kptlt. – Kapitanleutnant (kapitan marynarki), Oblt – Oberleutnant zur See (porucznik marynarki), Lt – Leutnant zur See (podporucznik marynarki)